# Pedra de toque

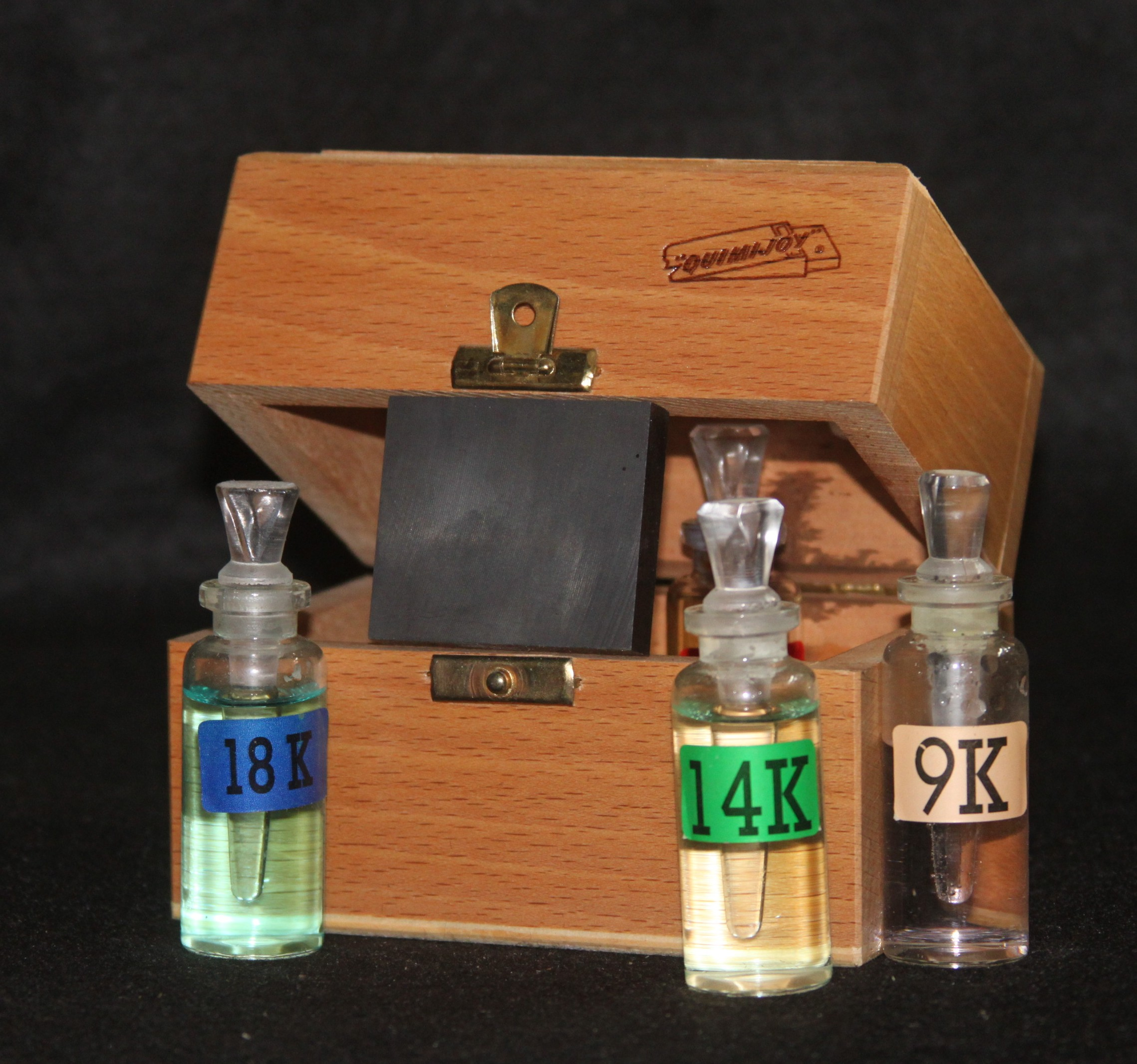
Conjunto com pedras de toque

Pedra de toque é um material lítico rico em compostos silicosos, escuro, usado para testar ligas de metais preciosos. Qualquer rocha, mineral ou mineraloide, com granulometria fina, isento de minerais ou inclusões que possam reagir com ácidos e que seja de cor escura pode ser usado como pedra de toque. Os seguintes materiais têm sido usados: 
- jaspe negro
- basalto
- ardósia
- vidros vulcânicos
- sílex
- quartzo negro polido

A cor escura é necessária para realçar a cor do traço da peça que está sendo testada e a do padrão usado. A granulometria deve ser fina o suficiente para que se possa produzir um traço homogêneo, sem danificar em demasia a peça testada. Superfícies muito lisas, mesmo com dureza elevada, farão com que  a peça deslize, não produzindo traço, que é a base do teste.
Conhecido há muito tempo, o teste da pedra de toque, ao permitir mais acurácia na identificação do ouro e da prata e suas ligas, foi uma revolução que contribuiu para a disseminação do uso desses metais preciosos, expandindo seu comércio e uso como unidades monetárias e de reserva de valor. Teofrasto (372–287 a.C.) já fazia referência à pedra de toque em seu compêndio Sobre as Rochas.

## O teste da pedra de toque
Consiste em fazer, sobre a superfície da pedra de toque, dois traços: um do metal que se quer testar e outro, com uma amostra padrão de composição conhecida. A forma mais simples e primitiva consiste em comparar as cores dos traços deixados sobre a superfície. Modernamente foi acrescentado o tratamento dos traços com ácidos, comparando-se os resultados produzidos sobre o traço padrão e sobre a ser testada. O ácido apropriado, ao ser aplicado sobre o traço, que nada mais é do que o pó da liga que está sendo tratada, produz reações típicas, dependendo da liga.
Apesar de não ser um teste muito acurado, o teste com pedra de toque é suficiente para determinar e diferenciar as principais ligas usadas no comércio, em especial as de ouro de 18, 14 e 12 quilates. 
A possibilidade de testar e diferenciar ligas de ouro e prata com a pedra de toque, devido sua simplicidade, maravilhou de tal forma o homem, ao longo da história,  que a expressão "pedra de toque" passou a ser usada em sentido figurado, com o significado de  padrão de aferimento ou critério usado para determinação da qualidade ou da genuinidade de algo ou ainda  para designar uma coisa fundamental, imprescindível  para se obter um resultado esperado.
De uso frequente na ourivesaria o profissional conta com uma estrela metálica de cinco pontas, do tamanho aproximado de uma moeda de R$ 1. Nas extremidades existem as chamadas "unhas" identificadas pelos valores do ouro -- do 16 ao 24 quilates permitindo então a aferição por aproximação no teste. A medição por desaparecimento ou manutenção -- total ou parcial -- de um dos traços riscados sobre a pedra permite rápida leitura do metal que se deseja obter o resultado. O ácido aplicado é o sulfúrico ou nítrico.